# بستگان (فیلم ۲۰۰۷)
بستگان (به هندی: Apne) فیلمی است محصول سال ۲۰۰۷ و به کارگردانی آنیل شارما است. در این فیلم بازیگرانی همچون درمندرا، سانی دئول، بابی دئول، شیلپا شتی، کاترینا کایف، کیرون کهیر، دیویا دوتا، ویکتور بنرجی، جاوید شیخ، آرین وحید، راجندرا گوپتا ایفای نقش کرده‌اند.